# Triac-Lautrait
Triac-Lautrait è un comune francese di 525 abitanti situato nel dipartimento della Charente, nella regione della Nuova Aquitania.

## Società

### Evoluzione demografica
Abitanti censiti